# قزاق‌یولچی‌لار
قزاق‌یولچی‌لار (به لاتین: Qazaxyolçular) منطقه‌ای مسکونی در جمهوری آذربایجان است که در شهرستان داش‌کسن واقع شده است. قزاق‌یولچی‌لار ۳۴۶ نفر جمعیت دارد.